# Championnat d'Europe féminin de hockey sur gazon 2009
Navigation
Édition précédente Édition suivante
Le Championnat d'Europe de hockey sur gazon féminin 2009 constituait la 9e édition du Championnat d'Europe de hockey sur gazon féminin. Il se déroulait à Amsterdam, aux Pays-Bas, en août 2009, en même temps que le Championnat d'Europe masculin. 
Les Néerlandaises l'ont emporté en vainquant l'Allemagne sur un score de 3-2 en finale. Elles empochaient ainsi leur 7e titre européen, pour 9 éditions organisées. 

## Stade
Les rencontres ont été jouées au Wagener Stadium d'Amsterdam, qui peut accueillir 9 000 spectateurs.

## Phase de poules

### Poule A
| Pays | Équipes     | Score  | Équipes     | Pays |
| ---- | ----------- | ------ | ----------- | ---- |
|      | Pays-Bas    | 10 - 0 | Azerbaïdjan |      |
|      | Angleterre  | 4 - 0  | Russie      |      |
|      | Pays-Bas    | 5 - 0  | Angleterre  |      |
|      | Azerbaïdjan | 1 - 1  | Russie      |      |
|      | Azerbaïdjan | 1 - 4  | Angleterre  |      |
|      | Pays-Bas    | 9 - 0  | Russie      |      |

| Rang | Équipe      | Pts | J | V | N | P | BP | BC | Diff |
| ---- | ----------- | --- | - | - | - | - | -- | -- | ---- |
| 1    | Pays-Bas    | 9   | 3 | 3 | 0 | 0 | 24 | 0  | +24  |
| 2    | Angleterre  | 6   | 3 | 2 | 0 | 1 | 8  | 6  | +2   |
| 3    | Azerbaïdjan | 1   | 3 | 0 | 1 | 2 | 2  | 15 | -13  |
| 4    | Russie      | 1   | 3 | 0 | 1 | 2 | 1  | 14 | -13  |

|  | Qualifiées pour la phase finale (no 1, no 2).        |
|  | Qualifiées pour la phase de classement (no 3, no 4). |

### Poule B
| Pays | Équipes   | Score | Équipes | Pays |
| ---- | --------- | ----- | ------- | ---- |
|      | Espagne   | 3 - 1 | Écosse  |      |
|      | Allemagne | 7 - 0 | Irlande |      |
|      | Irlande   | 0 - 0 | Écosse  |      |
|      | Allemagne | 2 - 1 | Espagne |      |
|      | Irlande   | 1 - 4 | Espagne |      |
|      | Allemagne | 4 - 0 | Écosse  |      |

| Rang | Équipe    | Pts | J | V | N | P | BP | BC | Diff |
| ---- | --------- | --- | - | - | - | - | -- | -- | ---- |
| 1    | Allemagne | 9   | 3 | 3 | 0 | 0 | 13 | 1  | +12  |
| 1    | Espagne   | 6   | 3 | 2 | 0 | 1 | 8  | 4  | +4   |
| 3    | Écosse    | 1   | 3 | 0 | 1 | 2 | 1  | 7  | -6   |
| 4    | Irlande   | 1   | 3 | 0 | 1 | 2 | 1  | 11 | -10  |

|  | Qualifiées pour la phase finale (no 1, no 2).        |
|  | Qualifiées pour la phase de classement (no 3, no 4). |

## Phase de classement
La phase de classement est la poule des équipes qui se sont classées 3e et 4e au 1er tour.

Les résultats entre deux équipes lors du 1er tour sont comptabilisés. 

| Pays | Équipes     | Score | Équipes | Pays |
| ---- | ----------- | ----- | ------- | ---- |
|      | Russie      | 1 - 1 | Écosse  |      |
|      | Azerbaïdjan | 1 - 2 | Irlande |      |
|      | Russie      | 1 - 1 | Irlande |      |
|      | Azerbaïdjan | 3 - 1 | Écosse  |      |

| Rang | Équipe      | Pts | J | V | N | P | BP | BC | Diff |
| ---- | ----------- | --- | - | - | - | - | -- | -- | ---- |
| 5    | Irlande     | 5   | 3 | 1 | 2 | 0 | 3  | 2  | +1   |
| 6    | Azerbaïdjan | 4   | 3 | 1 | 1 | 1 | 5  | 4  | +1   |
| 7    | Russie      | 3   | 3 | 0 | 3 | 0 | 3  | 3  | 0    |
| 8    | Écosse      | 2   | 3 | 0 | 2 | 1 | 2  | 4  | -2   |

|  | Maintien parmi l'élite européenne (no 5, no 6). |
|  | Relégation en Championship II (no 7, no 8).     |

## Phase finale
|  | Demi-finales       | Demi-finales       |                        |   | Finale             | Finale             |
|  | Demi-finales       | Demi-finales       |                        |   | Finale             | Finale             |
|  |                    |                    |                        |   |                    |                    |
|  | 27 août 2009 16h00 | 27 août 2009 16h00 |                        |   | 29 août 2009 15h30 | 29 août 2009 15h30 |
|  | 27 août 2009 16h00 | 27 août 2009 16h00 |                        |   | 29 août 2009 15h30 | 29 août 2009 15h30 |
|  | Pays-Bas           | 5                  |                        |   | 29 août 2009 15h30 | 29 août 2009 15h30 |
|  | Pays-Bas           | 5                  |                        |   | 29 août 2009 15h30 | 29 août 2009 15h30 |
|  | Espagne            | 1                  |                        |   | 29 août 2009 15h30 | 29 août 2009 15h30 |
|  | Espagne            | 1                  | Pays-Bas               | 3 |                    |                    |
|  | 27 août 2009 19h00 |                    | Pays-Bas               | 3 |                    |                    |
|  |                    | Allemagne          | 2                      |   |                    |                    |
|  | Angleterre         | Allemagne          | 2                      | 1 |                    |                    |
|  | Angleterre         |                    |                        | 1 |                    |                    |
|  | Allemagne          | 2                  |                        |   |                    |                    |
|  | Allemagne          | 2                  | Match pour la 3e place |   |                    |                    |
|  |                    |                    |                        |   |                    |                    |
|  | 29 août 2009 13h00 |                    |                        |   |                    |                    |
|  |                    |                    |                        |   |                    |                    |
|  | Angleterre         | 2                  |                        |   |                    |                    |
|  | Angleterre         | 2                  |                        |   |                    |                    |
|  | Espagne            | 1                  |                        |   |                    |                    |
|  | Espagne            | 1                  |                        |   |                    |                    |

### Demi-finales
| Demi-finale 1      | Pays-Bas                                                  | 5 - 1   | Espagne     | Amsterdam |  |
| 27 août 2009 16h00 | Agliotti (7e), Vosrtenbosch (27e, 28e, 47e), Van As (42e) | (3 – 0) | Camon (64e) |           |  |

| Demi-finale 2      | Angleterre  | 1 - 2 a. p. | Allemagne                   | Amsterdam |  |
| 27 août 2009 19h00 | Ellis (35e) | (1 – 1)     | Keller (27e), Stöckel (76e) |           |  |

### Petite finale
| Petite finale      | Angleterre               | 2 - 1   | Espagne     | Amsterdam |  |
| 29 août 2009 13h00 | Rogers (7e), Walsh (43e) | (1 – 0) | Munoz (57e) |           |  |

### Finale
| Finale             | Pays-Bas                          | 3 - 2   | Allemagne                       | Amsterdam |  |
| 29 août 2009 15h30 | Welten (20e), Agliotti (25e, 64e) | (2 – 2) | Stöckel (11e), Hasselmann (29e) |           |  |

| Championnes d'Europe de hockey sur gazon Pays-Bas 7e titre |

## Classement final
| Place              | Équipe      | Résultat                                                  |
| ------------------ | ----------- | --------------------------------------------------------- |
| Médaille d'or      | Pays-Bas    | Championnes d'Europe, qualifiées pour les JO de 2012      |
| Médaille d'argent  | Allemagne   | Vice-championnes d'Europe, qualifiées pour les JO de 2012 |
| Médaille de bronze | Angleterre  | Vainqueur du match pour la 3e place                       |
| 4                  | Espagne     | Perdant du match pour la 3e place                         |
| 5                  | Irlande     | Maintien en Championship I                                |
| 6                  | Azerbaïdjan | Maintien en Championship I                                |
| 7                  | Russie      | Relégation en Championship II                             |
| 8                  | Écosse      | Relégation en Championship II                             |